# 36 Draconis
36 Draconis, som är stjärnans Flamsteed-beteckning, är en ensam stjärna i den mellersta delen av stjärnbilden Draken. Den har en skenbar magnitud på ca 4,99 och är svagt synlig för blotta ögat där ljusföroreningar ej förekommer. Baserat på parallaxmätning inom Hipparcosuppdraget på ca 43,8 mas, beräknas den befinna sig på ett avstånd på ca 75 ljusår (ca 23 parsek) från solen. Den rör sig närmare solen med en heliocentrisk radialhastighet på ca –36 km/s.
Stjärnan har en relativt stor egenrörelse och förflyttar sig över himlavalvet med en hastighet av 0,353 bågsekunder per år. På det beräknade avståndet minskar stjärnans skenbara magnitud med 0,129 enheter genom en skymningsfaktor orsakad av interstellärt stoft.

## Egenskaper
36 Draconis A är en gul till vit stjärna i huvudserien av spektralklass F5 V. Den har en massa som är ca 1,2 gånger solens massa, en radie som är ca 1,6 gånger större än solens och utsänder ca 4,7 gånger mera energi än solen från dess fotosfär vid en effektiv temperatur på ca 6 600 K.
Vid observationer gjorda 2010 och 2012 upptäcktes en svag följeslagare med en vinkelseparation av 3,3 bågsekunder. Baserat på ålder och magnitud klassas den som en röd dvärg i spektralklass M3.